# De Nios julpris
Samfundet De Nios Julpris har utdelats sedan 2014 några veckor före jul. Någon prismotivering anges aldrig.

## Pristagare[1]
- 2014 – Therese Bohman, Carl-Michael Edenborg, Lotta Lundberg, Hanna Nordenhök, Jayne Svennungsson, Per-Eric Söder
- 2015 – Rolf Almström, Görgen Antonsson, Augustin Erba, Tove Folkesson, Agnes Gerner, Johan Heltne, Elise Karlsson, Mattias Alkberg, Lina Sjöberg, Stina Stoor
- 2016 – Sara Beischer, Olivia Bergdahl, Mikael Berglund, Elis Burrau, Jonas Gren, Eija Hetekivi Olsson, Thom Lundberg
- 2017 – Celia B. Dackenberg, Klaus Fischer, Marit Furn, Agnes Lidbeck, Aleksander Motturi, Malin Nord, Isabelle Ståhl, Måns Wadensjö
- 2018 – Tatjana Brandt, Lina Hagelbäck, Alexander Mahmoud, Helene Rådberg, Burcu Sahin, David Väyrynen
- 2019 – Alva Dahl, Magnus Linton, Peter Mickwitz, Maja Thrane, Nina Wähä, David Zimmerman
- 2020 – Johanna Boholm, Henry Bronett, Ola Engelmark, Rasmus Landström, Isabella Nilsson, Peter Sandström, Felicia Stenroth, Nalle Valtiala, Heidi von Wright
- 2021 – Elnaz Baghlanian, Andreas Björsten, Balsam Karam, Malin Lindroth, Pooneh Rohi, Dag Thelander, Anders Wahlgren
- 2022 – Jimmy Alm, Sofia Dahlén, Crister Enander, Thomas C. Ericsson, Maja Larsson, K. Sivert Lindberg, Sorin Masifi, Negar Naseh
- 2023 – Emil Boss, Lyra Ekström Lindbäck, Aya Kanbar, Jesper Larsson, Kurt Levlin, Axel LIndén, Johan Natt och Dag-Ranhusen, Mickaela Persson, Agneta Rahikainen, Channa Riedel, Sanna Samuelsson, John Sjögren, Marie Tonkin
- 2024 – Jannete Hentati, Agri Ismaïl, Sofia Lilly Jönsson, Elin Kvicklund, Johanna Larsson, Julia Ravanis, Mattias Timander